# XLOV
Xlov (hangul: 엑스러브; RR: ekseureobeu; stilizat cu majuscule) este un grup muzical de la agenția sud-coreeană 257 Entertainment, format din patru membri: Wumuti, Rui, Hyun și Haru. Ei au debutat pe 7 ianuarie 2025, cu single-ul I'mma Be.

## Nume
Numele grupului este o combinație între litera ”X”, ca necunoscută sau ca negație, și cuvântul ”lov” (din engleză: love; scris intenționat fără ultima literă) reprezentând o iubire neterminată, care poate lua diverse forme și semnificații. Grupul are un concept "genderless", adică fără restricții de gen.

## Istorie

### Activități predebut
În 2015, Wumuti a câștigat primul sezon al competiției Super Idol produsă de MBC Music și a debutat ca membru al grupului chinez de băieți Swin, în care a activat până în 2018. Apoi, a participat la alte trei emisiuni-concurs: Under Nineteen (MBC, 2018), Boys Planet (Mnet, 2023) și Build Up: Vocal Boy Group Survival (Mnet, 2024). În urma Build Up, Wumuti a activat temporar în grupul-proiect Waterfire.
În 2023, Rui și Haru au concurat, de asemenea, la Boys Planet, prin intermediul căruia s-au împrietenit cu Wumuti și au atras noi fani din toată lumea.

### 2024–prezent: Introducere,I'mma BeandI One
În decembrie 2024, 257 Entertainment a anunțat că XLOV va debuta pe 7 ianuarie 2025 și a dezvăluit cei patru membri: Wumuti, Rui, Hyun și Haru. Pe 7 ianuarie 2025, XLOV a debutat cu albumul single I'mma Be și piesa omonimă ca single principal.
Pe 11 mai 2025, XLOV au anunțat că cel de-al doilea album single I One va fi lansat pe 13 iunie. Albumul conține șase piese, inclusiv single-ul 1&Only. Pentru a marca acest moment, au lansat și un nou logo cu o inimă înghițită de flăcări, iar coperta albumului încorporează motivul focului prin tipografia titlului.

## Membri
Wumuti (hangul: 우무티) – lider, producător
- nume complet: Umut Tursun (uigură: ئۇمۇت تۇرسۇن), Wumuti Tuerxun (chineza simplificată: 吾木提·吐尔逊; pinyin: Wúmùtí Tǔ'ěrxùn)[17]
- data nașterii: 7 iulie 1999 (26 de ani)
- locul nașterii: Ürümqi, Xinjiang, China[18]
- culoarea reprezentativă în grup: roșu[19]
- animalul reprezentativ în grup: iepure[19][20]

Rui (hangul: 루이)
- nume complet: Chen Guanrui (chineză tradițională: 陳冠叡; chineză simplificată: 陈冠睿; pinyin: Chén Guànruì[21]; romanizare alternativă: Chen Kuan Jui[22])
- data nașteri: 28 decembrie 2000 (24 de ani)
- locul nașterii: Taipei, Taiwan[22]
- culoarea reprezentativă în grup: roz[23]
- animalul reprezentativ în grup: fluture[23][20]

Hyun (hangul: 현; rr: Hyeon)
- nume complet: Kim Jin-hyung (hangul: 김진형)
- data nașterii: 26 iulie 2002 (23 de ani)
- locul nașterii: Gwangju, Coreea de Sud
- culoarea reprezentativă în grup: albastru[24]
- animalul reprezentativ în grup: maimuță[24][20]

Haru (hangul: 하루) 
- nume complet: Katō Haru (japoneză: 加藤暖琉)
- data nașterii: 18 februarie 2006 (19 ani)
- locul nașterii: Hyōgo, Japonia[25]
- culoarea reprezentativă în grup: galben[26]
- animalul reprezentativ în grup: vulpe[20][26]

## Discografie

### Single-uri
| Titlu      | An   | Cea mai bună poziție în topuri | Album    |
| Titlu      | An   | NZ Hot                         | Album    |
| ---------- | ---- | ------------------------------ | -------- |
| "I'mma Be" | 2025 | —                              | I'mma Be |
| "1&Only"   | 2025 | 40                             | I One    |